# Тилландсия «голова Медузы»
Тилландсия «голова Медузы», или Тилляндсия «голова Медузы» (лат. Tillandsia caput-medusae), — вид однодольных растений рода Тилландсия (Tillandsia) семейства Бромелиевые (Bromeliaceae). Вид описан бельгийским ботаником Эдуардом Морраном в 1880 году.

## Этимология
Вид назван в честь персонажа древнегреческой мифологии — горгоны Медузы, за внешний вид, напоминающий её голову со змеями вместо волос.

## Биологическое описание
Листья толстые, ксероморфные, с завёрнутыми краями, густо покрыты чешуями, часто перекрученные, до 25 см длиной. Влагалища сильно расширенны и образуют некое подобие «луковицы», внутри которой часто поселяются муравьи.
Соцветие редкая кисть, состоящая из отдельных колосков. Брактеи красные или розовые. Цветки около 3,2 см длиной (учитывая длину гинецея и тычинок) лепестки фиолетовые.

## Распространение и экология
Встречается в Центральной Америке и Мексике, в сухих лесах и полупустынных кустарниковых редколесьях. Эпифит, растёт на деревьях и кустарниках, крупных кактусах, часто «вниз головой» или почти параллельно поверхности почвы, что препятствует накоплению влаги у точки роста.